# Nova Canaã do Norte
Nova Canaã do Norte este un oraș în Mato Grosso (MT), Brazilia.